# Jagged Alliance 2
Jagged Alliance 2 è un videogioco di ruolo strategico per PC, sviluppato da Sir-Tech Canada e pubblicato dalla Talonsoft per Microsoft Windows nel 1999, e sviluppato da Tribsoft e pubblicato da Titan Computer per sistemi operativi Linux nel 2001.
È stato il terzo gioco della serie, dopo Jagged Alliance e Jagged Alliance: Deadly Games, nonché il primo videogioco reso disponibile, da una software house, nativamente per distribuzioni GNU/Linux.
Ne venne realizzata un'espansione nel 2000 denominata Jagged Alliance 2: Unfinished Business, quest'ultima venne venduta insieme al gioco originale nell'edizione Jagged Alliance 2: Gold Pack il 6 agosto 2002.

## Trama
Il gioco, come il suo predecessore, si svolge in un luogo di fantasia che stavolta è lo stato di Arulco, retto fino alla fine del 1980 da una monarchia con a capo Enrico Chivaldori sovrano che ogni 10 anni ha consentito lo svolgimento di libere elezioni, per affermare la propria legittimità. Tuttavia nel 1988 Chivaldori prese in moglie Deidranna Reitman, una donna originaria della Romania, al fine di aumentare la sua popolarità in vista delle elezioni, che peraltro vinse.
Tuttavia Deidranna, mostrando una certa spregiudicatezza, riuscì ad incastrare Chivaldori per l'omicidio di suo padre, ed a procurarne l'esilio, Enrico però riuscì a fuggire, simulando la propria morte. Deidranna così prese il potere, trasformando Arulco in uno stato autoritario e perseguitando a morte tutti i suoi nemici.
Il giocatore impersonerà una meglio non precisata figura, contattata dal monarca che incontrerà presso un bar di Praga: in quella circostanza Enrico consegnerà a questi una valigetta piena di denaro contante, quale “investimento” iniziale al fine di spodestare la perfida Reitman. Il giocatore così ricorrerà ancora una volta all'aiuto dell'A.I.M. e dopo aver arruolato alcuni mercenari e preso i contatti per mezzo di Chivaldori con i ribelli ancora a quest'ultimo fedeli, comandati da Miguel, giunge nei pressi della città di Omerta, da poco bombardata. Il giocatore così inizierà una campagna di riconquista del potere per conto di Enrico Chivaldori.

## Modalità di gioco
La dinamica di gioco è simile a quella di Jagged Alliance, dividendo l'azione in due “momenti”, ovvero una schermata strategica ove il giocatore ha una visione di insieme del paese ed effettua operazioni di micromanagement, e una tattica, ove comanderà direttamente i giocatori sul campo.
Tra le novità principali abbiamo vi è la possibilità di creare un personaggio, andando sul sito dell'I.M.P. (Institute for Mercenary Profiling) che rappresenta una sorta di alter ego del giocatore, il cui ingaggio sarà totalmente gratuito. A garantirci delle entrate finanziarie necessarie per pagare i compensi dei mercenari e per la prosecuzione della campagna saranno stavolta delle miniere, di cui il giocatore dovrà prendere il controllo per avere guadagni dai profitti derivanti dalle esportazioni. Arulco presenta diverse città, ognuna delle quali ha una propria miniera; quando il giocatore acquisirà il controllo di tali settori potrà addestrare della milizia a lui fedele che difenderà la zona dagli attacchi delle truppe regolari. Infine il giocatore avrà la possibilità di avvalersi di mezzi di trasporto che troverà in loco nonché di aeroporti per poter acquistare armi.
Con l'avanzare del gioco, il giocatore può assumere nuovi mercenari e di acquisire armi, equipaggiamento e protezioni d'ogni sorta, e potrà anche arruolare alcuni personaggi non giocanti, a determinate condizioni e richieste da quest'ultimi.

### Schermata strategica
In modalità strategica, viene visualizzata una schermata che mostra la mappa di Arulco, tramite la quale può impartire tutta una serie di ordini, come movimento, assegnazione di incarichi, gestione della milizia, e gestire l'inventario. Da qui inoltre il giocatore può accedere, tramite il suo laptop, alla rete internet per contattare l'A.I.M. e gestire le impostazioni di gioco.

### Schermata tattica
In questa modalità invece si svolge gran parte dell'azione: il terreno viene rappresentato con visuale isometrica, ove il giocatore comanda direttamente i mercenari, le loro interazioni con gli altri personaggi e con l'ambiente, ma soprattutto gestisce il combattimento. Come nel capitolo precedente, il gioco presenta una modalità di movimento in tempo reale, quando si incontrano dei nemici si passa in modalità a turni.

## Combattimento
Le battaglie si verificano ogni volta che il giocatore e le forze nemiche occupano dello stesso settore. Ciò può accadere se le forze nemiche o lettore arrivano a un settore ostile o azioni del giocatore provocano una forza precedentemente amico o neutrale a diventare ostile. Il gioco procede in tempo reale fino a quando il giocatore o il nemico individua una unità ostile. Il gioco quindi passa al gioco a turni e le battaglie vengono riprodotti sullo schermo tattico. Ogni personaggio ha una quantità limitata di punti azione, che vengono spesi per eseguire azioni. I punti di azione sono rinnovati all'inizio di ogni turno, a seconda dello stato fisico del mercenario. Alcuni punti azione non spesi saranno riportati al turno successivo. Se un combattente ha alcuni punti d'azione lasciati durante il turno del nemico e gli spot di un nemico, hanno una possibilità di interrompere il turno nemico e compiere azioni.
I mercenari possono muoversi sia in modalità normale o stealth. In quest'ultima il personaggio tenta di muoversi senza far rumore. Spostamento furtivamente costa di più punti d'azione, ma può nascondere con successo la loro posizione da nemici. Il gioco offre anche armi che non causano rumore forte e kit di camuffamento, che una volta utilizzato può mascherare il personaggio nel suo ambiente, ognuno di essi ha attributi  e alcune abilità speciali influenzano la modalità furtiva, così come pure alcuni andranno meglio d'accordo con altri oppure si rifiuteranno di lavorare con colleghi a loro invisi. I mercenari possono attaccare i nemici in molti modi diversi. Le armi da fuoco, come pistole, mitragliatrici, fucili, combattimento corpo a corpo e armi da lancio come coltelli e bombe a mano, armi pesanti come mortai, granate e armi anticarro leggere e esplosivi come mine e bombe. Quando si attacca un mercenario, lui o lei ha una certa possibilità di colpire il bersaglio a seconda della capacità del caso, ostacoli nella linea di fuoco e la quantità di punti d'azione spesi mira. Pareti, porte, e molti oggetti possono essere distrutti usando esplosivi o armi pesanti. Alcune battaglie possono essere risolti automaticamente se il giocatore sceglie di farlo.

## Armi ed equipaggiamento
Quasi tutte le armi presenti nel gioco sono esistenti, ognuna di esse nella ha una breve descrizione; i parametri principali sono il raggio d'azione e il danno Le descrizioni sono informali e spesso divertenti. 
Vi sono armi utilizzabili ad una o due mani, esse possono essere migliorati tramite accessori, per esempio un silenziatore, ottica per la mira o bipiede.

## Versioni
Nel 2001 ne venne realizzata una versione per sistemi linux dalla Tribsoft, che fu anche il primo gioco per sistemi windows ad essere portato su tale tipologia di sistemi operativi. 
Strategy First ne realizzò una versione nel 2004 chiamata Jagged Alliance 2: Wildfire. Pubblicò inoltre il gioco originale nella distribuzione del gioco Jagged Alliance 2 Gold Pack, pubblicata il 6 agosto 2002.